# Daeg
| Nombre            | Protonórdico    | Anglosajón |
| Nombre            | *Dagaz          | Dæȝ        |
| Nombre            | «día»           |            |
| Forma             | Futhark antiguo | Futhorc    |
| Forma             |                 |            |
| Unicode           | ᛞ U+16DE        | ᛞ U+16DE   |
| Transliteración   | d               | d          |
| Transcripción     | d               | d          |
| Sonido FIA        | [ð]             | [d]        |
| Puesto alfabético | 23 o 24         | 23 o 24    |
| Ætt               | Ætt de Tyr      | Ætt de Tyr |

Daeg o Dæȝ es el nombre de la runa que equivale a la letra «d» en el alfabeto futhorc (  ), y que significa «día», según aparece en el poema rúnico anglosajón. Esta runa también forma parte del alfabeto futhark antiguo, y como no han quedado registros históricos de su nombre en este alfabeto, se ha reconstruido lingüísticamente, siendo la palabra protonórdica que designaría a la runa *dagaz, por derivación a partir de la letra equivalente , «dags», del alfabeto gótico, que suele basar sus nombres en los de las runas. 

## Poema rúnico
El nombre de la runa solo aparece en uno de los tres poemas rúnicos conocidos, el anglosajón, ya que esta letra desapareció en el alfabeto futhark joven que es al que glosan los otros dos poemas. En el poema la runa representa al día:
| Poema rúnico anglosajón:                                                                                   | Traducción: |
| Dæg byþ drihtnes sond, deore mannum, mære metodes leoht, myrgþ and tohiht eadgum and earmum, eallum brice. | El día es el mensajero del Señor, amado por los hombres; gloriosa luz del creador, alegría y esperanza para el rico y el pobre, a todos alegra. |